# Nijkerk
Nijkerk  è una municipalità dei Paesi Bassi di 39 544 abitanti situato nella provincia della Gheldria.